# 孫承謨
孫承謨（？—？），字顯卿，號鏡浒，福建福州府侯官縣人，軍籍，明朝政治人物。

## 生平
隆庆元年（1570年）丁卯科福建鄉試第三十三名，萬曆十一年（1583年）癸未科會試第三百三名，登三甲第二百零二名進士。都察院觀政，次年授浙江崇德县知县，二十年听降。

## 家族
曾祖孫光；祖父孫文海；父孫廷枝。母王氏。